# Великобудищанська сільська рада (Гадяцький район)
Великобудищанська сільська рада — колишній орган місцевого самоврядування у Гадяцькому районі Полтавської області з центром у селі Великі Будища.

## Населені пункти
Сільраді були підпорядковані населені пункти:
- c. Великі Будища